# 16646 Sparrman
16646 Sparrman (1993 SJ5) là một tiểu hành tinh vành đai chính được phát hiện ngày 19 tháng 9 năm 1993 bởi E. W. Elst ở Caussols.